# Xã Hillman, Michigan
Xã Hillman (tiếng Anh: Hillman Township) là một xã thuộc quận Montmorency, tiểu bang Michigan, Hoa Kỳ. Năm 2010, dân số của xã này là 2.175 người.